# Trzeci cud
Trzeci cud – amerykański film obyczajowy z 1999 roku w reżyserii Agnieszki Holland, na podstawie powieści Richarda Vetere'a.

## Główne role
- Ed Harris – Frank Shore
- Anne Heche – Roxane O’Regan
- Armin Mueller-Stahl – arcybiskup Werner
- Charles Haid – biskup Cahill
- Michael Rispoli – John Leone
- Barbara Sukowa – Helen O’Regan

## Fabuła
Ksiądz Frank Shore bada wiarygodność objawień i cudów. Pewnego dnia otrzymuje dziwną sprawę. W marmurowym posągu w Chicago zaczynają lecieć krwawe łzy, a miejscowy ksiądz nalega, by otworzyć proces beatyfikacyjny Helen O’Regan, kobiety szczerze oddanej wierze, która w owym klasztorze spędziła ostatni etap swego życia, i której wierni przypisują cudowną moc uzdrawiającą 'łez'. Śledztwo bardzo zmieni księdza Shore’a.

## Głosy krytyków
Film jest opowieścią o kryzysie wiary i ogromnej jej potrzebie, o jej konieczności w życiu człowieka. Reżyser podkreśla też rolę kapłaństwa i Kościoła, mówi o świętości, równoważnej wobec idei wiary, a przy tym o zaletach dogmatu o świętych i błogosławionych, nie czyniąc tego jednak w formie dyskursu autorytatywnego czy katechetycznego, lecz zadając pytania i stawiając problemy (np. dotyczące świętości osób, które dla osiągnięcia doskonałości, zbliżenia się do Boga „zapierają się” najbliższych). Treścią filmu jest również kondycja duchowa współczesnego Kościoła katolickiego, jego wewnętrzne podziały (arystokratyczna elita, zwykli księża i niemający nic do powiedzenia wierni), zeświecczenie kleru (sybarytyzm i arogancja elit), a także bolesny temat celibatu.